# (314) Rosalia
Pour les articles homonymes, voir Rosalia.
(314) Rosalia est un astéroïde de la ceinture principale découvert par Auguste Charlois le 1er septembre 1891 à Nice.